# Puma Street Soccer
Puma Street Soccer é um Jogo eletrônico de futebol que simula as famosas "peladas" de rua, lançado em 1999 pela Sunsoft para Windows e PS1.

## Equipes Disponíveis
- Argentina
- Brasil
- Inglaterra
- França
- Israel
- Itália
- Noruega
- Nigéria
- Portugal